# Colonia los Aguiluchos
Colonia los Aguiluchos är en ort i Mexiko, tillhörande kommunen Nextlalpan i delstaten Mexiko. Colonia los Aguiluchos ligger i den centrala delen av landet och tillhör Mexico Citys storstadsområde. Orten hade 1 530 invånare vid folkmätningen 2010. 2020 hade antalet invånare ökat till 1 715.